# George H. Richmond
Pour les articles homonymes, voir George Richmond.
George H. Richmond, né en 1944 et mort en 2004, était un éducateur américain qui a présenté le concept de MicroSociety à l'enseignement primaire américain.
Richmond, en plus d'être un éducateur, était aussi peintre. Il a été élevé par une mère célibataire dans le côté bas est de Manhattan. Il a commencé à enseigner à l'école élémentaire de Brooklyn en 1967.